# Haskell (Texas)
Haskell é uma cidade localizada no estado norte-americano de Texas, no Condado de Haskell.

## Demografia
Segundo o censo norte-americano de 2000, a sua população era de 3106 habitantes.
Em 2006, foi estimada uma população de 2729, um decréscimo de 377 (-12.1%).

## Geografia
De acordo com o United States Census Bureau tem uma área de
8,8 km², dos quais 8,8 km² cobertos por terra e 0,0 km² cobertos por água. Haskell localiza-se a aproximadamente 482 m acima do nível do mar.

## Localidades na vizinhança
O diagrama seguinte representa as localidades num raio de 28 km ao redor de Haskell.